# بيتر كوروتش
بيتر كوروتش (بالمجرية: Kurucz Péter)‏ (مواليد 30 مايو 1988 في بودابست - المجر) لاعب كرة قدم مجري يلعب حاليا لصالح نادي الدرجة الممتازة وست هام يونايتد الإنجليزي منذ 2009 في مركز حارس مرمى .

## روابط خارجية
- بيتر كوروتش على موقع قاعدة بيانات كرة القدم.إي يو (الإنجليزية)
- بيتر كوروتش على موقع Soccerbase.com (لاعب) (الإنجليزية)
- بيتر كوروتش على موقع Soccerway.com (الإنجليزية)
- بيتر كوروتش على موقع عالم كرة القدم.نت (الإنجليزية)
- بيتر كوروتش على موقع كووورة